# Thaumatagrion funereum
Thaumatagrion funereum är en trollsländeart som beskrevs av Maurits Anne Lieftinck 1932. Thaumatagrion funereum ingår i släktet Thaumatagrion och familjen flodflicksländor. IUCN kategoriserar arten globalt som otillräckligt studerad. Inga underarter finns listade i Catalogue of Life.